# Shinkansen-Baureihe E954
Die Shinkansen-Baureihe E954 (japanisch 新幹線E954系電車 Shinkansen E954-kei densha) war ein experimenteller japanischer Hochgeschwindigkeitszug von JR East, der von 2005 bis 2009 zur Erprobung des geplanten Regelbetriebes bei 360 km/h auf der Tōhoku-Shinkansen im Dienst war. Er diente als Grundlage für die Entwicklung der Shinkansen-Baureihe E5, die seit 2009 im Einsatz ist. Gemeinsam mit der Shinkansen-Baureihe E955 trug die Baureihe E954 die Bezeichnung „FASTECH 360“, eine Wortneuschöpfung aus Fast (engl. schnell), Technology (engl. Technologie) und 360 (km/h), wobei die Baureihe E954 zusätzlich den Suffix S für „Shinkansen“ trug (FASTECH 360 S).

## Geschichte
Anlässlich der nördlichen Verlängerung der Tōhoku-Shinkansen nach Aomori erkannte JR East die Notwendigkeit, die Höchstgeschwindigkeit auf der Strecke zu steigern, um die Wettbewerbsfähigkeit gegenüber dem Flugzeug zu erhöhen. Zur Sammlung erster Erfahrungen wurde zunächst eine Garnitur der Baureihe E2 leistungsgesteigert und konnte so ab 2003 die Strecke bei 360 km/h befahren. Um allerdings die Anforderungen an den Lärmschutz einhalten und den Betrieb möglichst energieeffizient durchführen zu können, musste ein völlig neues Fahrzeugkonzept entwickelt werden. Hierzu wurde das Projekt „FASTECH 360“ ins Leben gerufen, aus dem die Baureihen E954 und E955 hervorgingen.
Die Baureihe E954 fuhr ab Juni 2005 Testläufe auf der Tōhoku-Shinkansen, später auch auf den Jōetsu- und Hokuriku-Shinkansen (nur zwischen den Bahnhöfen Takasaki und Karuizawa). Bei einer Testfahrt auf der Tōhoku-Shinkansen wurde am 1. März 2006 zwischen den Städten Sendai und Kitakami eine Höchstgeschwindigkeit von 368 km/h erreicht. Die eingeladenen Pressevertreter beschrieben die Vibrationen und Fahrgeräusche bei 360 km/h als vergleichbar mit der Baureihe E2 bei einer Höchstgeschwindigkeit von 275 km/h. Bei Testfahrten im August 2005 wurden bereits Geschwindigkeiten bis zu 398 km/h erreicht. Der Zug konnte mit einer Fahrtgeschwindigkeit von bis 340 km/h die gesetzlichen Lärmschutzgrenzwerte einhalten. Das Fahrzeug wurde nach Beendigung des Testprogrammes im September 2009 verschrottet.

## Technische Innovationen

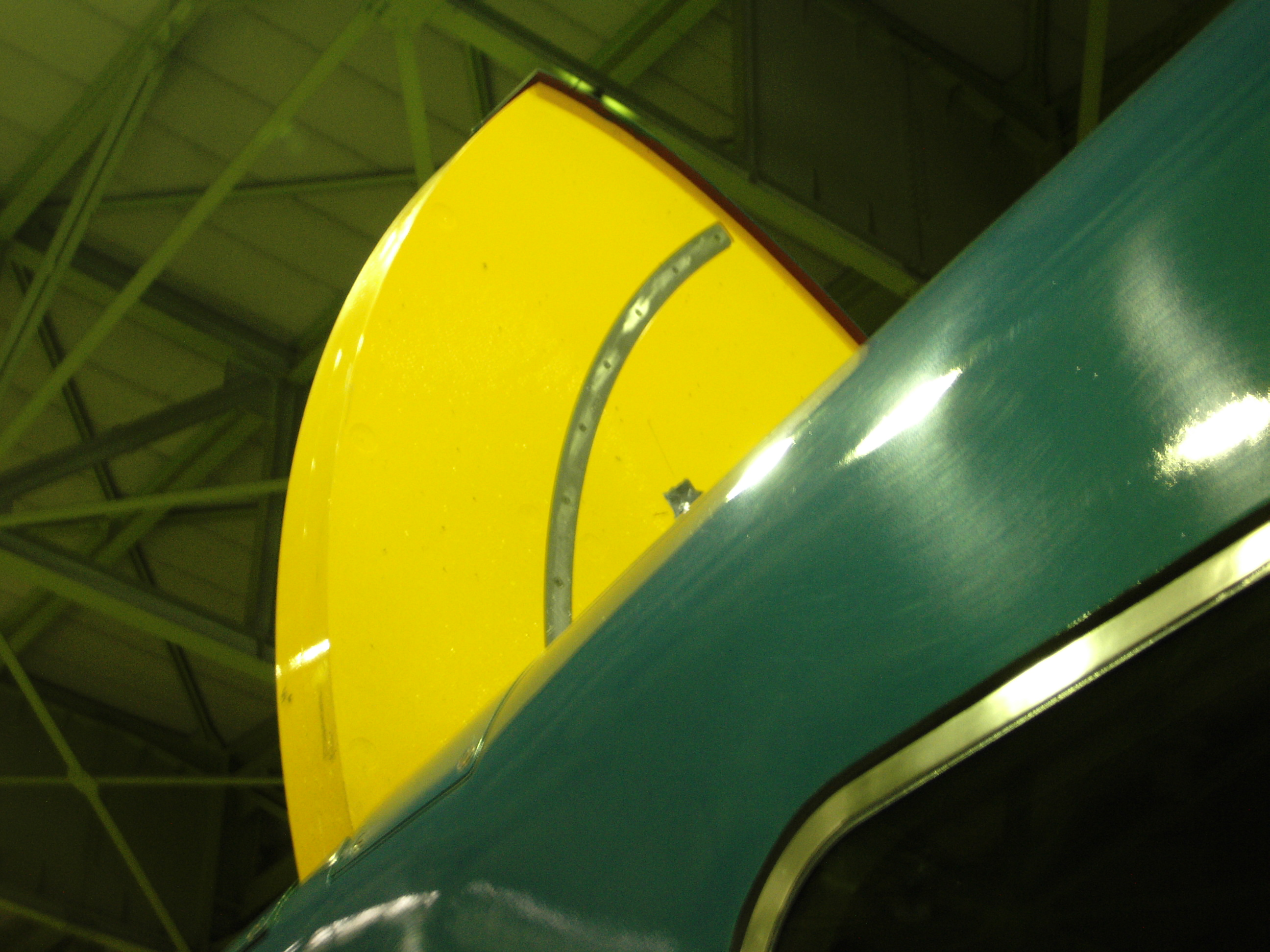
Luftbremse im ausgefahrenen Zustand

Im Rahmen des FASTECH 360-Programms wurden mehrere neue Technologien getestet.
- Die Züge waren mit einer den Luftwiderstand erhöhenden Notfallluftbremse ausgestattet, wie sie im Luftfahrtbereich vorkommt.[5] Diese erinnerte in ihrer Form an Katzenohren. Damit waren die Züge in der Lage bei einer Schnellbremsung aus 360 km/h innerhalb von 4000 m   zum Stillstand zu kommen. Sieben Wagen der Baureihe E954 waren mit diesen Luftbremsen ausgestattet. Wegen der hohen Kosten für Lärmschutzmaßnahmen an Zug und Strecken wurde die Höchstgeschwindigkeit der späteren Baureihe E5 auf 320 km/h begrenzt.[1] Bei dieser Geschwindigkeit kann die Baureihe E5 ohne die aerodynamisch wirkenden Luftbremsen allein mit den Scheibenbremsen bei einer Schnellbremsung einen Bremsweg von 4000 m einhalten.[5] Daher wurde auf die Luftbremse bei den Serienzügen verzichtet.
- Die Stromabnehmer hatten eine neu entwickelte zwölfteilige Schleifleiste. Ziel war die Verbesserung der Stromübertragung zwischen Oberleitung und Zug, so dass nur ein Stromabnehmer benötigt würde.[2] Diese Maßnahme reduzierte zudem die Geräuschentwicklung des Stromabnehmers bei hohen Geschwindigkeiten.
- Durch eine Regelung des Luftdrucks in den Sekundärfedern der Drehgestelle konnten die Wagenkästen der Baureihe E954 um 2 Grad geneigt werden, um Kurven mit Radien von 4000 Metern auf den Tōhoku-Shinkansen mit 330 km/h sowie von 6000 Metern mit 360 km/h durchfahren zu können.[1]
- Es wurden Endwagen mit verschiedenen Bugformen gebaut, um zu vergleichen, welche Form zur Verminderung des Tunnelknalls besser geeignet ist.[1] Die Baureihe E954 hatte ca. 16 m Buglänge im Stromliniendesign wie die Baureihe 500 im ersten Wagen (E954-1) und ein Pfeildesign wie die Shinkansen-Baureihe E4 im achten Wagen (E954-8).

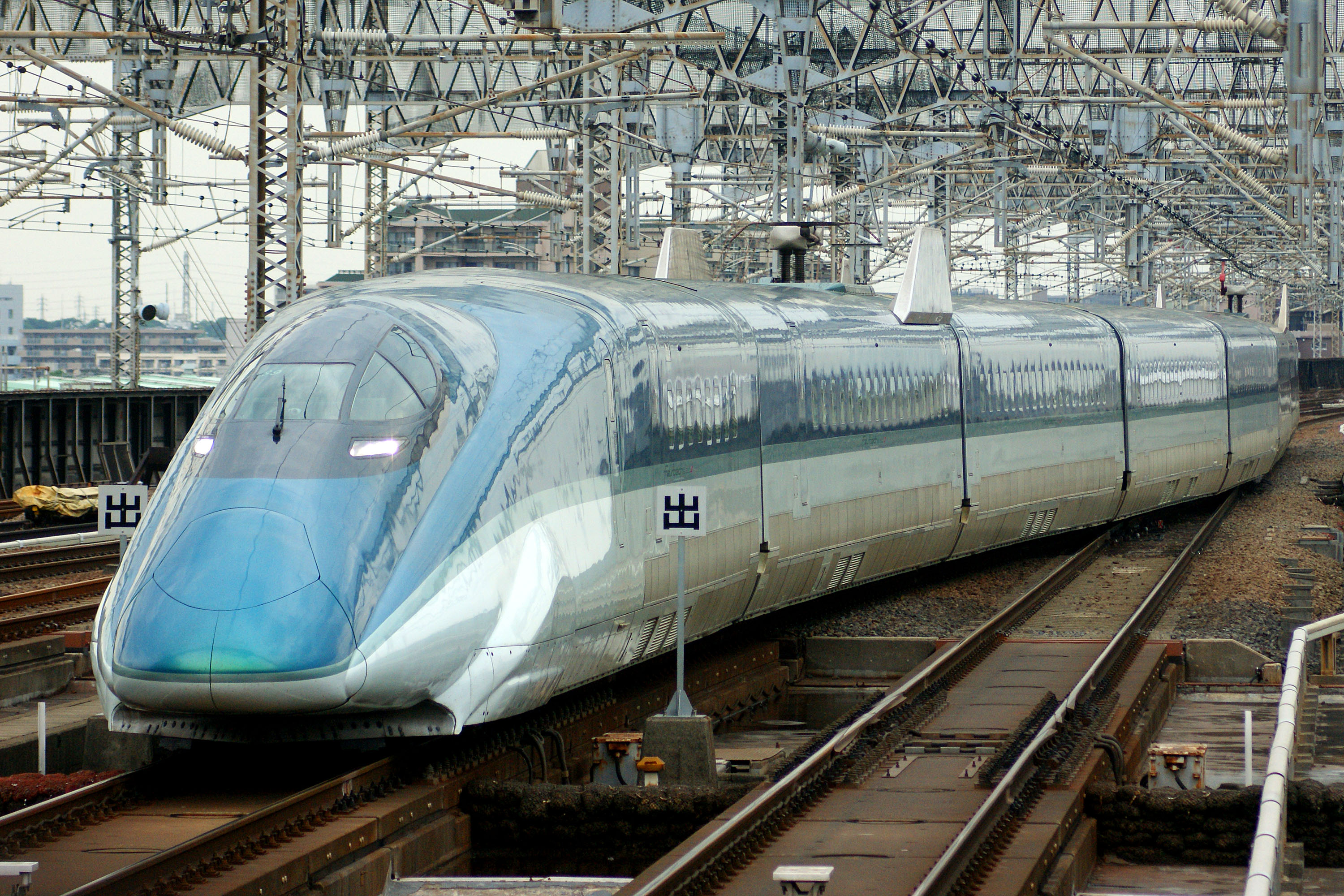
Stromlinienförmige Nase des Steuerwagens E954-1
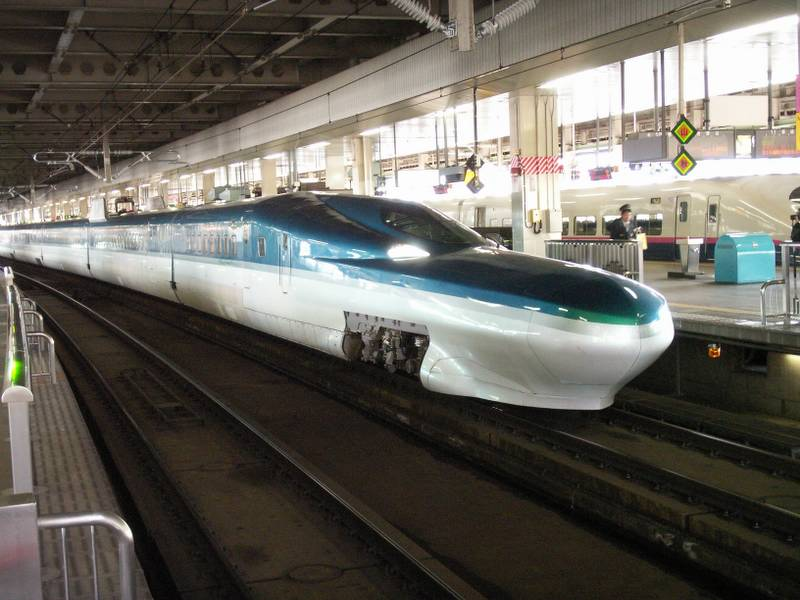
Pfeilförmiger Steuerwagen E954-8

## Fahrzeugformation
Die Baureihe E954 bestand aus acht Wagen, von denen die Wagen 1–3 von Hitachi und die Wagen 4–8 von Kawasaki Heavy Industries hergestellt wurden. Die Entwicklung des Fahrzeugdesigns wurde vom deutschen Industriedesigner Alexander Neumeister überwacht, der zuvor auch schon maßgeblich für das Design der Baureihe 500 verantwortlich gezeichnet hatte.
| Richtung      | ←Tokio | ←Tokio     | ←Tokio    | ←Tokio | Hachinohe / Niigata / Karuizawa→ | Hachinohe / Niigata / Karuizawa→ | Hachinohe / Niigata / Karuizawa→ | Hachinohe / Niigata / Karuizawa→ |
| ------------- | ------ | ---------- | --------- | ------ | -------------------------------- | -------------------------------- | -------------------------------- | -------------------------------- |
| Wagennr.      | 1      | 2          | 3         | 4      | 5                                | 6                                | 7                                | 8                                |
| Kennzeichnung | T1c    | M1         | M2        | M2     | M1s                              | M2                               | M1                               | T2c                              |
| Sitzplätze    |        | 85         | 94        |        | 51                               | 74                               | 83                               |                                  |
| Ausstattung   |        | Pantograph | Toiletten |        | Green Class                      |                                  | Pantograph                       |                                  |